# 鵜飼観覧船造船所

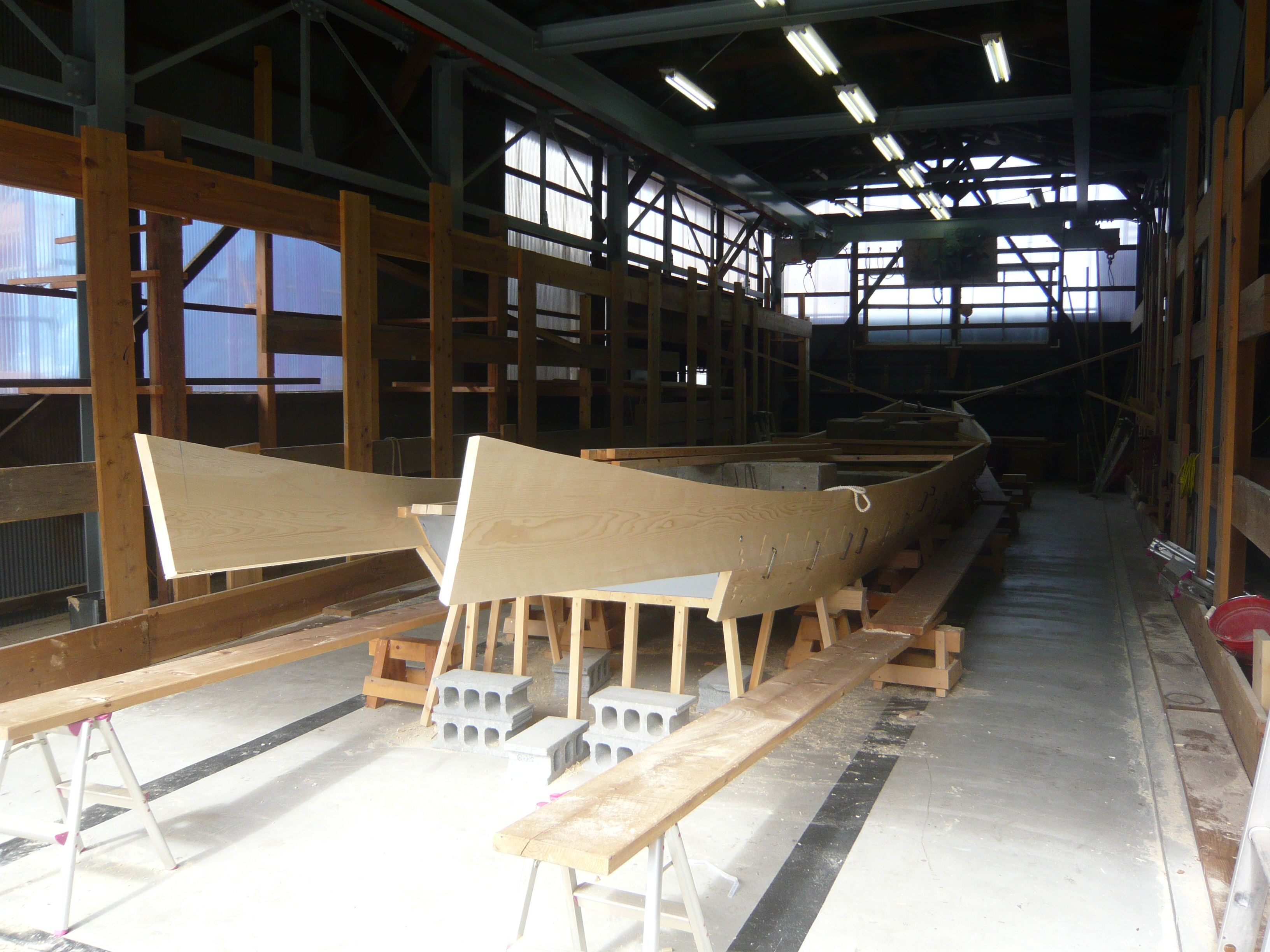
建造中の鵜飼観覧船

鵜飼観覧船造船所（うかいかんらんせんぞうせんじょ、Gifu City Spectarors Boat Shipyard of Cormorant Fishing）は、岐阜県岐阜市にある岐阜市が管理運営する長良川鵜飼のための鵜舟や鵜飼観覧船造船所である。全国の市町村で唯一の公営造船所。
2005年から一般への公開が行われていて岐阜公園と岐阜護国神社の間に位置するため県外の学校が修学旅行のコースに組み入れたり、旅行会社が企画するツアーに盛り込まれるケースもあり見学者が多数訪れる。
敷地内には造船についての説明パネル等が設置されていて自由に見学が出来る。見学者には、船材の端切れに長良川鵜飼のマスコット「うーたん」が焼印された見学記念のプレートが貰える。

## 造船について
- 観覧船には設計図面が無い為、船大工の経験による匠の技により建造される。その造船技術は、岐阜市指定無形民俗となっている[1]。
- 1年間に2隻の船が造られる。（観覧船1隻の完成に約150日かかる）
- 船材は、岐阜県産の高野槇（コウヤマキ）。
- 2007年7月に、和船で初めて掘りごたつ式を採用した30人乗り観覧船が造船された。

## 概要
- 月～金曜日（土・日曜日、祝日については、教育団体等の要望により限定的に見学出来る場合がある。）
- 9:00～16:00（5月11日～10月15日は15：00まで）
- 料金：無料

## アクセス
- 岐阜バス JR岐阜駅または名鉄岐阜駅から長良橋経由路線「長良・さぎ山まわり」または「高富」行に乗車（約15分）。「長良橋」で下車、徒歩約3分。